# جشنواره بین‌المللی فیلم سن سباستین
جشنواره فیلم سن سباستین (به اسپانیایی: Festival Internacional de Cine de San Sebastián) یک جشنواره فیلم بین‌المللی است که هرساله در شهر سن سباستین کشور اسپانیا برگزار می‌شود. صدف طلایی، نام جایزهٔ اصلی جشنواره فیلم سن سباستین است.
این جشنواره بین‌المللی فعالیت خود را از سال ۱۹۵۳ آغاز کرد. هر ساله ۲۰۰ تا ۲۵۰ فیلم از کشورهای مختلف جهان در این جشنواره به نمایش در می‌آیند. در بین فیلم‌های برتر این جشنواره فیلم‌های ایرانی سارا، لاک‌پشت‌ها هم پرواز می‌کنند و نیوه‌مانگ نیز حضور دارند.

## بخش‌های مختلف
- بخش انتخاب رسمی البته با توجه به مقررات FIAPF. منتخبی از آثار اخیر سینمایی که در جشنواره‌های دیگر نشان داده نشده‌است، برای رقابت در کسب جایزه بزرگ.
- بخش آزاد شامل: ۱- مروارید: مجموعه‌ای از بهترین فیلم‌های به نمایش درآمده در جشنواره. ۲- فیلم‌های اول و دوم استعدادهای جدید. ۳- انتخاب آثار فوق‌العاده.
- بخش آثار آمریکای لاتین.
- بخش آثار تولید شده در کشور اسپانیا.
- بخش آثار تولید شده در ایالت باسک اسپانیا.
- بخش مرور آثار.
- بخش فیلم دانشجویی.